# 孔富松伊斯山脈國家公園
8°56′53″S 43°34′34″W / 8.948°S 43.576°W

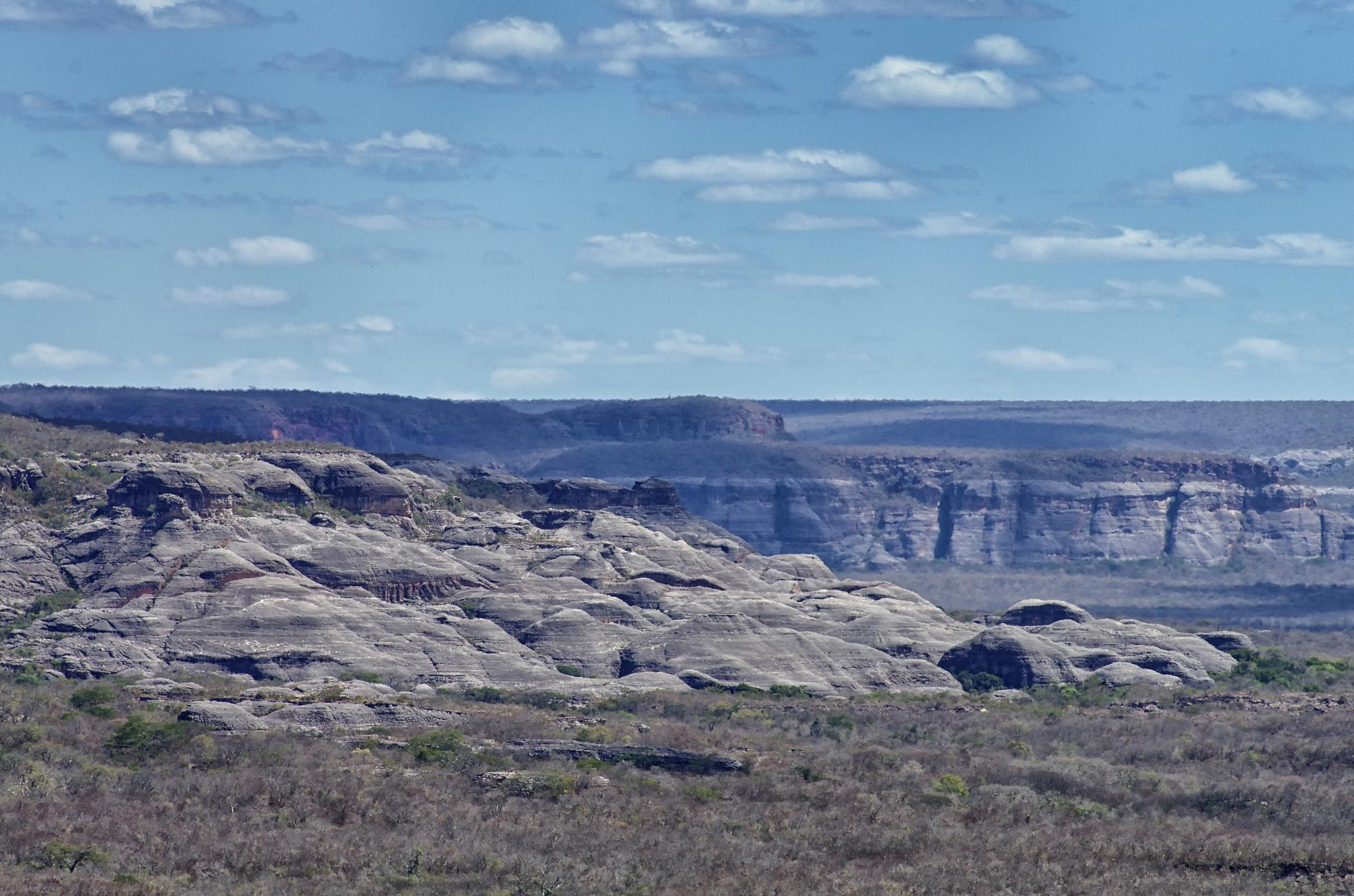

孔富松伊斯山脈國家公園（葡萄牙語：Parque Nacional da Serra das Confusões），是巴西的國家公園，位於該國東北部皮奧伊州，成立於1998年10月2日，佔地82.4萬公頃，平均海拔高度600米，每年平均降雨量650毫米。